# Chaki

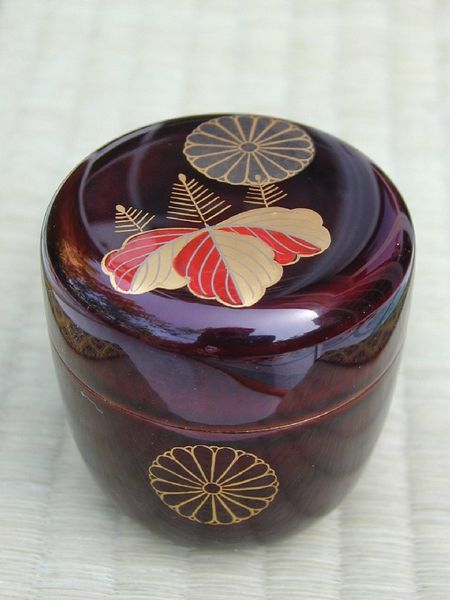
Un tipico natsume (棗, un chaki di legno) laccato. Da notare il sigillo imperiale giapponese (kamon 家紋) rappresentato da un fiore di crisantemo circolare stilizzato con 16 petali.

Chaki (茶器) è un termine che indica tutti i tipi e gli stili di scatole porta-tè usati nella Cerimonia del tè giapponese.
I Chaki sono i recipienti in cui il tè matcha (抹茶, tè verde in polvere) viene conservato prima di essere portato nella stanza del tè (denominata chashitsu, 茶室). Qui il matcha conservato nel chaki viene servito in una tazza (chawan, 茶碗) per mezzo di un cucchiaio in bambù (chashaku, 茶杓) e mescolato dal chasen (茶筅, un frullino in bambù) con dell'acqua bollente prima di essere servito. I Chaki non sono tuttavia i recipienti in cui viene conservato il matcha per lungo tempo, ma vengono utilizzati esclusivamente per la durata della cerimonia. Successivamente vengono svuotati e puliti, mentre il matcha avanzato viene conservato in contenitori a chiusura ermetica e riposto in un luogo fresco.

## Stili e classificazione
In generale, i chaki possono essere suddivisi in due categorie principali: quelli in legno o bamboo, e quelli in ceramica.
Possono essere inoltre distinti a seconda del tipo di tè (leggero, o usucha 薄茶; o denso, denominato koicha 濃茶) che debbono contenere e che caratterizzano il tipo o fase di cha no yu.
I chaki in ceramica e porcellana sono chiamati cha-ire (茶入, "qualcosa in cui viene messo del tè") o koichaki (濃茶器 "chaki per il tè denso"), mentre i chaki di bambù e legno sono conosciuti come usuchaki (薄茶器, "chaki per il tè leggero") o natsume (棗, anche "jujube", in riferimento alla loro forma).
Sia i cha-ire che i natsume sono ulteriormente classificati secondo il luogo di provenienza, i materiali e la forma, e in alcuni casi dall'artigiano che li ha prodotti o, in casi ancora più particolari, dal nome specifico a loro assegnato.

### Natsume (Usuchaki)

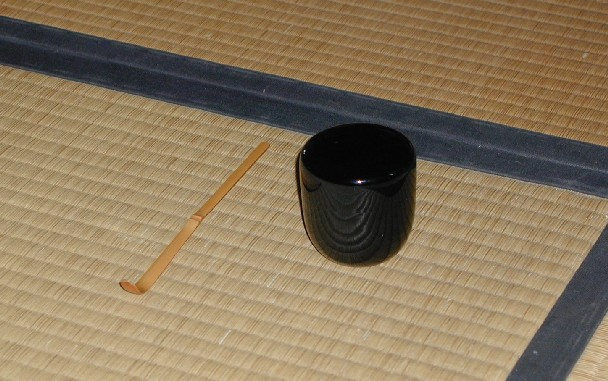
Chashaku (茶杓) e Natsume (棗) per la cerimonia Usucha (Usucha-ki natsume, 薄茶器棗). Da notare che il natsume è il classico Rikyū-gata natsume (利休形棗), interamente laccato di nero sia fuori che all'interno.

In senso lato, un usuchaki (o natsume) è un recipiente di legno con un coperchio, designato per contenere tè leggero ovvero quel tipo di tè destinato al cha no yu Usucha. Tradizionalmente, gli usuchaki sono realizzati a mano usando legno o bambù, che possono poi essere laccati o lasciati intrattati. Possono inoltre presentare dei disegni, dipinti, applicati o scolpiti sul recipiente. Oggi sono disponibili degli usuchaki in plastica, ben più economici.
Il nome "natsume" viene dal frutto natsume o jujube (in italiano giuggiolo o dattero cinese), che alcuni usuchaki sembrano ricordare. Strettamente parlando, la parola natsume dovrebbe essere usata solamente per riferirsi a recipienti aventi la sommità larga e piatta e la base stretta  che dà appunto questo nome, ma nella pratica corrente ogni usuchaki può essere chiamato natsume.
Dal momento che i natsume sono usati per la Cerimonia Usucha, sono i primi chaki che gli studenti del tè imparano ad usare, essendo questa cerimonia del tè più semplice della Cerimonia Koicha.

#### Storia dei natsume
Il primo utilizzo di contenitori a forma di natsume potrebbe essere stato quello di piccoli vasi da fiore.
Il loro primo utilizzo come contenitori del tè è attribuito a Haneda Gorou (羽田五郎) vissuto nei pressi del tempio Myoukaku-ji (妙覚寺) di Kyoto, durante il periodo di Ashikaga Yoshimasa (足利义政, 1435-90). 
Il loro utilizzo divenne popolare nel periodo Edo, a causa dell'influenza di Sen no Rikyū (千利休, 1522-1591).

#### Tipi di natsume
I natsume possono essere divisi in tre tipi principali: grandi (大棗 ō-natsume), medi (中棗 chū-natsume) e piccoli (小棗 ko-natsume). Comunque esistono moltissime sfumature e varianti tra le varie grandezze.
Il natsume più comune è di media o grande dimensione, ed è laccato in rosso o nero.
Il preferito dal riformatore del Cha no yu, Sen no Rikyū fu il rikyū-gata natsume (利休形棗), denominato anche kawatarou (河太郎), interamente laccato di nero sia all'esterno che all'interno e privo di ogni altra decorazione.
Altri tipi di natsume sono, ad esempio, il shirifukurami (尻膨) largo alla base;  il chaoke (茶桶); il doubari (胴张), allargato al centro; il kouaka (甲赤), con il coperchio colorato di rosso.

### Cha-ire (Koichaki)
(A.L. Sadler.)
Un cha-ire è un recipiente di ceramica con un piccolo coperchio, fatto per contenere tè per la cerimonia del tè "denso" (Koicha). Il coperchio del cha-ire è tradizionalmente in avorio ed è rivestito da una foglia d'oro nella parte interna. Oggi questi coperchi sono spesso realizzati con materiali che richiamano solamente la tonalità dell'avorio. Le sue dimensioni variano da 3-15 centimetri per l'altezza, mentre il diametro è di circa 4-8 centimetri.  Di solito un Chaire è inserito in un sacchetto, denominato shifuku (仕服), di materiale prezioso, broccato in oro, in sitle damasco o con strisce di seta denominate kantou (间道).

#### Storia del cha-ire
I cha-ire furono originariamente usati in Cina durante le Dinastie Song meridionali e Yuan come contenitori di olii essenziali e medicine, e furono importati in Giappone per essere usati come contenitori del tè dalla fine dello shogunato Ashikaga o dall'inizio dell'era Tokugawa.

#### Tipi di cha-ire
I Cha-ire possono essere divisi in due categorie: karamono (唐物) e wamono (和物, a volte kokuyakimono).  I Karamono sono cha-ire creati in Cina o fatti a somiglianza di questi ultimi, mentre i wamono sono quelli creati in Giappone. Questi possono vengono suddivisi secondo la ceramica ed il forno usati o secondo la forma.

##### Karamono
I cha-ire karamono sono divisi per forma:
- Nasu (茄子): Il cha-ire "a melanzana" è un recipiente di media grandezza chiamato così per la sua forma. Altri tipi di nasu (la cui forma varia di poco) sono il bunrin e lo shifukura.
- Katatsuki (肩衝): Il cha-ire "a spalla", il tipo più comune, è un recipiente alto e stretto chiamato così per le "spalle" pronunciate che formano la sommità del recipiente. Ogni cha-ire alto e stretto può essere chiamato katatsuki.
- Marutsubo
- Tai kai (大海): Il cha-ire "Grande oceano" o "bocca larga" ha un'apertura larga generalmente più grande della sua altezza. Un sottotipo più piccolo di questo cha-ire è conosciuto col nome di nai kai.
- Tsurukuki
- Shirifukure

##### Wamono
I cha-ire Wamono sono classificati secondo il nome delle ceramiche e dei forni usati:

##### Stile provinciale
- Karatsu
- Satsuma
- Shigaraki
- Takatori
- Omuro
- Tanba
- Bizen

##### Forni
- Maemon
- Rikyu
- Genjuro
- Oribe
- Shidoro
- Shimbei
- Tojiro I, II, III, IV